# Franz Georg Ernst von Sturmfeder

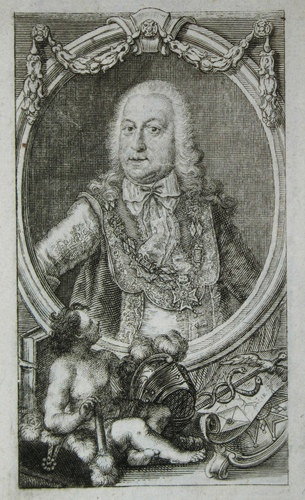
Franz Georg Ernst von Sturmfeder mit St. Georgsorden

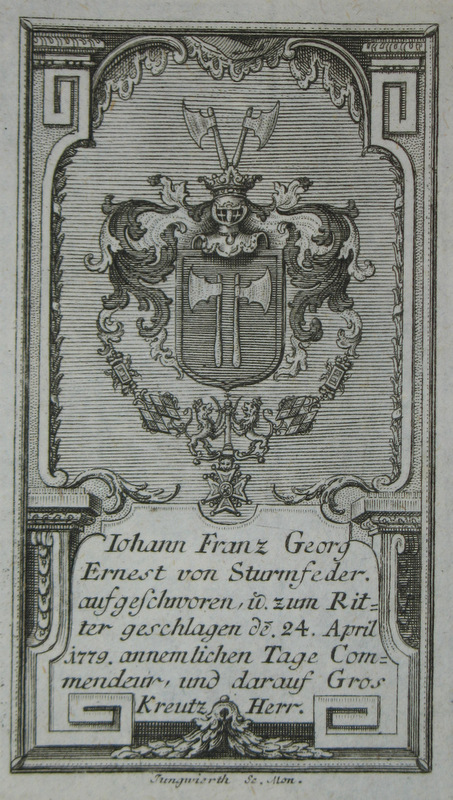
Wappen des Franz Georg Ernst von Sturmfeder, als bayerischer St. Georgsritter, gestochen von Franz Xaver Jungwirth

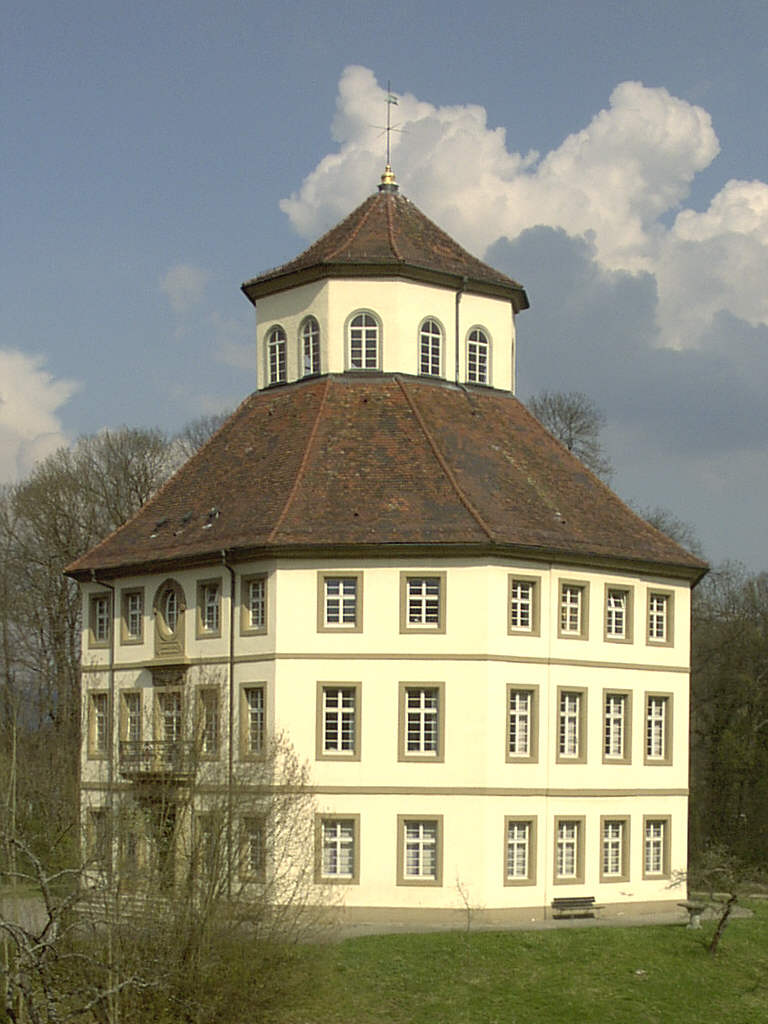
Sturmfedersches Wasserschloss in Oppenweiler, heute Gemeindeverwaltung

Franz Georg Ernst von Sturmfeder bzw. Sturmfeder von Oppenweiler (* 7. April 1727; † 15. Dezember 1793) war ein Freiherr aus dem Geschlecht der Sturmfeder von Oppenweiler und kurpfälzischer bzw. pfalz-bayerischer Hofbeamter.

## Leben und Wirken
Er wurde geboren als Sohn des Marsilius Franz Sturmfeder von Oppenweiler (1674–1744) und dessen Gemahlin Friederike Ernestine zu Löwenstein-Wertheim, Tochter von Graf Wilhelm Friedrich zu Löwenstein-Wertheim-Virneburg und direkte Nachfahrin der Pfälzer Kurfürsten aus dem Hause Wittelsbach.
Franz Georg Ernst von Sturmfeder war 1758 kurpfälzischer Oberamtmann in Mosbach, dann wurde er Geheimer Rat, Kammerherr, Oberst-Silberkämmerer, Oberst-Küchenmeister sowie Reisemarschall des Kurfürsten Karl Theodor. Er lebte zumeist am Hof in Mannheim und übersiedelte 1777 mit diesem nach München. 1768 wurde er Ritter des Ordens vom Pfälzer Löwen, 1779 Großkreuz des bayerischen Hausritterordens vom Heiligen Georg und 1782 Ritter des Malteser-Großpriorats Bayern.
1764 verkaufte Sturmfeder die vom Vater ererbte Herrschaft Börrstadt. Ab 1782 ließ er in Oppenweiler das dortige Wasserschloss (heute Rathaus) errichten, hielt sich aber weiterhin hauptsächlich in München auf, wo er 1788 ein Anwesen erwarb, das er zuvor schon angemietet hatte. Von 1762 bis zu seinem Tode amtierte der Freiherr auch als Ritterrat des nordwürttembergischen Ritterkantons Kocher.
Seit 3. Februar 1745 war Franz Georg Ernst von Sturmfeder verheiratet mit Wilhelmine Freiin von Hacke, Tochter des kurpfälzischen Oberstjäger- und Oberststallmeisters Ludwig Anton Paul von Hacke.
Die Familie lebte teilweise auch im Sturmfederschen Schloss zu Dirmstein, wo der Wissenschaftler und Universalgelehrte Johann Jakob Hemmer die beiden Söhne des Paares, Karl Theodor und Franz Friedrich von Sturmfeder, als Hauslehrer betreute.

## Nachkommen
Der Sohn Karl Theodor von Sturmfeder (1748–1799) setzte den Familienstamm fort; er und seine Familie standen in einem engen Freundschaftsverhältnis zu Johann Michael Sailer, dem späteren Regensburger Bischof und Berater von König Ludwig I. (Bayern). Seine Tochter Louise von Sturmfeder (1789–1866) war die bekannte Erzieherin Kaisers Franz Joseph von Österreich und seines Bruders Kaiser Maximilian von Mexiko.
Der andere Sohn Franz Friedrich von Sturmfeder (1758–1828) trat in den geistlichen Stand ein, wurde katholischer Priester und wirkte von 1812 bis 1818 sowie von 1819 bis 1821 als Generalvikar und Bistumsverweser der Diözese Augsburg. In dieser Eigenschaft taufte er u. a. am 31. August 1813, Prinzessin Mathilde Karoline von Bayern, Tochter König Ludwig I. und spätere Großherzogin von Hessen-Darmstadt.